# Agnez Mo
Agnes Monica Muljoto (1 de julio de 1986, Yakarta), es una popular cantante pop, bailarina, actriz y productora Indonesia. Los géneros musicales que interpreta son de estilo Pop, R&B, Dance, Urban pop, Jazz, Rock y Hip Hop. También toca el piano.
En 2003, Agnes Monica lanzó su primer disco para un público adulto Y la historia continúa, que catapultó su nombre de nuevo en la industria de la música de Indonesia. El éxito se ese álbum llevó a lanzar su carrera a nivel internacional. En su siguiente disco (el quinto de su carrera) y lanzado en 2005, Whaddup A '..!, colaboró con el cantante estadounidense de R&B Keith Martin. Agnes Monica también participó en dos series de televisión: El Hospital y Romance En la Casa Blanca, en Taiwán.
Agnes Monica también ganó el premio durante dos años consecutivos por su actuación en el Festival de la Canción de Asia de Seúl, Corea del Sur, en 2008 y 2009. En su tercer álbum, Sagradamente Agnezious (2009), Agnes se involucró como productora y compositora. En 2010, fue elegida para formar parte del jurado del concurso de talentos Indonesian Idol. Agnes también fue una de las anfitrionas y presentadoras en la alfombra roja de los American Music Awards de 2010 en Los Ángeles, Estados Unidos.
Agnes Monica es la cantante con mayor número de premios de Indonesia. Ha ganado decenas de trofeos, entre ellos los diez primeros Anugerah Musik Indonesia, siete Panasonic Gobel Awards y cuatro MTV Indonesia Premios. Además, Agnes ha sido designada como embajadora de lucha contra las drogas en Asia, así como embajadora de MTV EXIT en la lucha contra la trata y el tráfico ilegal de personas.

## Carrera
Agnes Monica (también conocida como Agnezmo) nació en Yakarta el 1 de julio de 1986 en el seno de una familia de ancestros chinos. Su madre, Jenny Siswono, es una conocida jugadora de tenis de mesa (ping-pong) y su padre, Ricky Muljoto, un reputado jugador de bádminton. Su hermano mayor, Steve, es su representante. Ya desde su más tierna infancia mostró un claro interés por la música y con tan solo seis años empezó su carrera como cantante. Fue presentadora de varios programas infantiles de televisión y durante esa etapa grabó tres álbumes de canciones para niños. Ya en su adolescencia, amplió sus intereses a la actuación y su papel en la serie Pernikahan Dini (Matrimonio precoz), la catapultó a la fama, convirtiéndola en la artista adolescente mejor pagada del país.

### "Coke Bottle", US etiqueta firma y la preparación para el álbum debut internacional

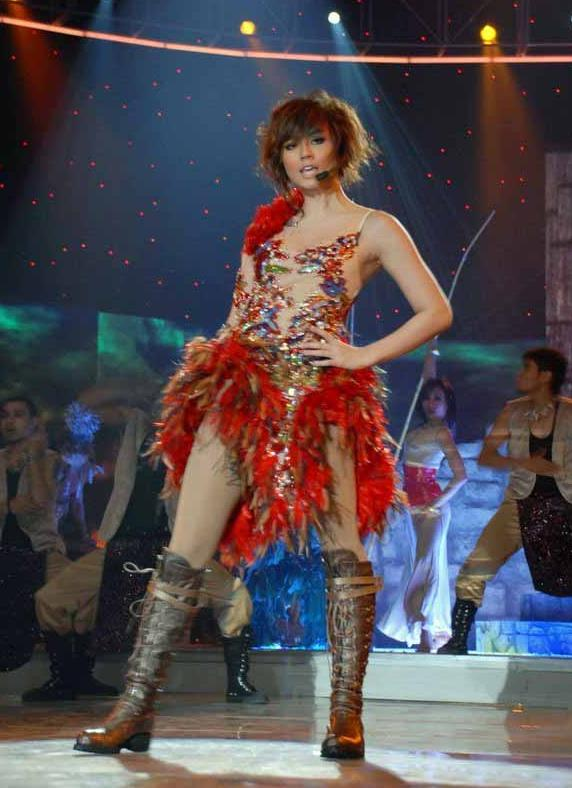
Aspecto como estrella invitada Agnes Monica en Asian ídolo en 2007.

El 24 de septiembre de 2013, el primer sencillo internacional de Mo, "Coke Bottle", con Timbaland y TI, fue lanzado en una radio de hip hop local en Los Ángeles, Power 106 FM, y estaba disponible para streaming en vivo para audiencia global. La única relanzada a finales de abril en el iTunes Music Store con tres versiones, incluyendo el 'paquete especial' como la tercera versión. La recepción para el sencillo de debut ha sido negativa, según los críticos música.
El 31 de enero de 2014, se anunció a través de su Twitter que Agnez Mo había firmado oficialmente con el RED Associated Labels, que es una etiqueta en Sony Music Entertainment.
El 31 de marzo de 2014, la video musical de su sencillo, "Coke Bottle", se estrenó después de casi una fecha de lanzamiento especulaciones de todo el año. En el mismo día, Agnez Mo fue designado como Pure Doop's portada de la revista, por lo que es como su segunda aparición en la revista después de su gran aparición anticipada de la revista Regard, y más tarde se convirtió en su primer gran debut cubierta. A continuación, el tema ICE se puso a disposición en la tienda en todo el mundo a las 8 de abril.
El 16 de junio de 2014, se anunció que estaba escribiendo el resto de las canciones para su próximo álbum debut internacional (noveno sobre todo). Timbaland serán los exec-productores para el álbum. Productores y compositores colaboradores confirmados, incluyen Jim Beanz, Rodney Jerkins, Makeba Riddick, Rob Knox, James Fauntleroy, Da Internz, Billy Steinberg, Lyrica Anderson y Young Fyre. Se reveló que el álbum sería lanzado en Sony Music Entertainment, y sería lanzado a finales de 2014. Más tarde, la fecha fue empujado de nuevo a principios de 2015.
n octubre de 2014, fue incluida en la sesión 'Wild Card', posteriormente nominada en  2014 MTV Europe Music Awards para "Mejor del Sudeste Asiático Ley" categoría que Indonesia segunda representación después de Noah, la banda de rock/pop alternativo de Indonesia. Este fue el segundo tiempo para sí misma siendo nominado en el evento. Ella también retrasó la fecha de lanzamiento de su próximo álbum y dijo que el álbum saldrá a la luz a principios del próximo año. Esta vez, además de completar su álbum de debut internacional, Agnez Mo fue presuntamente preparando un nuevo sencillo que será lanzado a mediados de trimestre de 2015. El director creativo de este video musical será producido por Hi Hat con el director, de Dave Meyers, quien se sentía "una persona brillante para trabajar con".
El 13 de noviembre de 2014, se anunció al público que Mo se ha unido al Grupo de entretenimiento Wright, por propiedad gestión Johnny Wright, que ha manejado algunos de los grandes nombres en el mundo del entretenimiento la industria, tales como Justin Timberlake, Akon, Jonas Brothers, Janet Jackson, Britney Spears, Ciara, y muchos más.
En finales de noviembre de 2014, se embarcó la primera fecha del "Keep Walking Tour" en Indonesia. La gira fue patrocinada por Johnnie Walker. La serie de conciertos recibió alabanzas pesados del público, pero algunos estaban discutiendo sobre el hecho de que la gira fue respaldada por la marca Johnnie Walker, que es una compañía de whisky y porque tal producto se prohibió-media en Indonesia. El concierto fue a través de varias fechas y ciudades de todo el país.

## Discografía

### Álbumes
En estudio
- And the Story Goes (2003)
- Whaddup A'..?! (2005)
- Sacredly Agnezious (2009)
- Agnez Mo (2013)
- X (2017)

Álbumes compilatorios
- Agnes Is My Name (2011)

## Filmografía

### Cine
| Año  | Película        | Rol     | Notas |
| ---- | --------------- | ------- | ----- |
| 2013 | 3 Peas in a Pod | Herself | Cameo |

## TV Series
- 1999: Lupus Milenia
- 1999: Mr Hologram
- 2002: Amanda
- 2002: Pernikahan Dini (Early Marriage)
- 2002: Ciuman Pertama (First Kiss)
- 2002: Cinta Selembut Awan (Love as Soft as the Clouds)
- 2003: Cewekku Jutek (My Sassy Girl)
- 2004: Cantik (Pretty)
- 2004: Bunga Perawan (The Virgin)
- 2005: Ku Tlah Jatuh Cinta (I've Fallen In Love)
- 2005: Romance In The White House (a Taiwanese Drama)
- 2006: Pink
- 2006: The Hospital (a Taiwanese Drama)
- 2007: Kawin Muda (Youth Marriage)
- 2008: Jelita (Beautiful)
- 2008: Kawin Masal (Mass Marriage)
- 2010: Pejantan Cantik
- 2011: Marissa
- 2012: Mimip Ketemu Poscha
- 2013: Nez Academy

## Premios y archivo
| Años | Premios |
| ---- | --- |
| 1999 | - Best Kid Album (Yess) - Panasonic Awards - Favorite Female Kids Show Presenter |
| 2000 | - www.artiscilik.com - Most Popular Child Artist - Panasonic Awards - Favorite Female Kids Show Presenter |
| 2001 | - Bintang - Top 10 Most Shining Stars - Panasonic Awards - Favorite TV Drama Star - Panasonic Awards - Favorite Drama Series (Pernikahan Dini) |
| 2002 | - SCTV Awards - Famous Actress - Gossip Award - Artis Sejuta Gossip - Bintang Tabloid - Most Shining Star - Bandung Movie Forum - Best Actress - Cek & Ricek Tabloid - Star of The Year - Panasonic Awards - Favorite Female TV Drama Star - SCTV Awards - Famous Drama Series (Pernikahan Dini) |
| 2003 | - SCTV Awards - Famous Actress - Artis Terkini Pilihan Pembaca Poster - Panasonic Awards - Favorite Female (Drama) |
| 2004 | - SCTV Awards - Famous Actress - Bintang - Top 10 Most Shining Star - Hai Magazine - Top 25 Hottest Celebrities under 25 - Planet Music Awards, Singapur - Best Female Newcomer - Hai Magazine - Top of Mind Brand Young Celebrities (no.2) - Marketing Celebrity Image Award - The Most Boyish Actress - Marketing Celebrity Image Award - The Most Modern Actress - Marketing Celebrity Image Award - The Most Oriental Actress - Anugerah Musik Indonesia (AMI) - Best Pop Solo Female Singer - Marketing Celebrity Image Award - The Young Most favorite Actress - Silet, (Entertainment Program of RCTI) - Most Popular Teen Female Artist - Metro TV Sampoerna Program for Indonesian Youth - The Diamond of My Country - Anugerah Musik Indonesia (AMI) - Best Dance/Techno Art Production ("Bilang Saja") - Anugerah Musik Indonesia (AMI) - Best Pop Duo/Group ("Cinta Mati" feat. Ahmad Dhani) |
|      | ==**== |
| 2005 | - SCTV Awards - Famous Actress - Tabloid Nyata - Favorite Actress - FHM Indonesia - The 3rd Sexiest Woman Alive - Seputar Indonesia newspaper - Artist of The Year - www.detikhot.com - The Sexiest Former Child Actress - Indonesian News Channel - Music Video Favorite Female - Durex International Company - The 2nd Sexiest Indonesian Woman - Golden Marketing Celebrity Image Award - The Most Stylish Image Actress - Golden Marketing Celebrity Image Award - The Most Boyish Image Actress - Golden Marketing Celebrity Image Award - The Most Selling Image Actress - Golden Marketing Celebrity Image Award - The Best Ignored Image Actress - Golden Marketing Celebrity Image Award - The Most Modern Image Actress |
| 2006 | - Gadis Award - Go Regional - Jawa Pos Awards - Favorite Actress - Bintang - Top 10 Most Shining Stars - www.kembang.com - Artist of The Year - Indosiar Video Music Awards - Best Artist - Panasonic Awards - Favorite Actress (Drama) - SCTV Music Awards - Famous Pop Solo Album - Seputar Indonesia Newspaper - Artist of The Year - Indosiar Video Music Awards - Most Favorite Video - MTV Indonesia Awards - Most Favorite Female Artist - Deteksi Jawa Pos Awards - Favorite Female Solo Singer - Anugerah Musik Indonesia (AMI) - Best Pop Female Solo Artist - Video Musik Indonesia Awards - Favorite Video Clip (Tanpa Kekasihku) - Anugerah Musik Indonesia (AMI) - Best Design Graphics : Lesin Design - Omnibus Advertising Recall - Top 3 Mos Favorite Female & Sexiest Artist - www.indonesianpageant.com - Winner of Miss Young Indonesian Celebrity - Video Musik Indonesia Awards - Best Actress in Video Clip (Tanpa Kekasihku) - Anugerah Musik Indonesia (AMI) - Best R&B Production for Solo, Duo, or Group Category - Dewan Pimpinan Persatuan Artis Penyanyi, Pencipta Lagu, dan Penata Musik Rekaman Indonesia - Phenomenal New Generation Indonesian Music Artist |
| 2007 | - Star Entertainer - Go Show Awards - Best Performance Artist - Panasonic Awards - Favorite Actress (Drama) - Ade Rai Foundation - Healthy Life Celebrity Awards - Extravaganza 3rd Birthday - Best Performance Artist - Globe Asia Magazine - Top 50 Most Powerful Indonesian Women - Planet Music Awards, Singapur - Nomination of Most Popular Song - Planet Music Awards, Singapur - Nomination of Most Popular Female Solo Singer - Appointed by DEA (Drugs Enforcement Administration) Estados Unidos and IDEC Far East Region - Asia Icon for Anti-Drugs Movement |
| 2008 | - Hai Magazine - Best Female - 5th Asia Song Festival - Best Asian Singer Awards - MTV Indonesia Awards - Most Favorite Female Artist - Hard Rock FM Jakarta - 30 Most Inspiring People Under 30 - Prodo Magazine - 20 Personages Who Make Indonesia Proud - Indonesia Nickelodeon Kids' Choice Awards - Wanna Be Award - Indonesia Nickelodeon Kids' Choice Awards - Most Favorite Female Singer |
| 2009 | - Expreso, (Entertainment Program of Antv) - Kartini Modern - Anugerah Musik Indonesia (AMI) - Best Female Pop Solo Singer - Dahsyatnya Awards [tremendous awards] - Soloist most tremendous - Talk Less Do More Awards from Class Mild Awards - Class Music Heroes - Anugerah Industri Muzik, Malasia - nomination of Malay Songs that are Open by Foreign Country Artists |